# 茶馆 (电视剧)
《茶馆》是根据作家老舍的作品话剧《茶馆》改编而成的电视剧。该剧于2007年12月开机拍摄。2010年7月16日在央视八套首播，2011年4月15日東風衛視台灣首播。

## 主创
- 出品人：李培森
- 编剧：叶广芩 杨国强
- 导演：何群
- 制片人：李功达
- 总摄影：尚勇
- 摄影：才惠民
- 美术：张鹏
- 道具： 赵少伟
- 录音：孟健
- 灯光：李兴全
- 化妆：李玉祥 刘晓东 刘长征
- 服装设计：朱小姗
- 服装：尚利亚
- 责任编辑：阮丹娣
- 执行制片人：王旭平
- 制片主任：梁斌 赵倩

## 演员
| 演员   | 角色     |
| 陈宝国 | 王利发   |
| 谢 钢  | 秦仲义   |
| 周里京 | 常四爷   |
| 石小满 | 松二爷   |
| 张惠中 | 庞太监   |
| 崔 杰  | 刘麻子   |
| 马恩然 | 李 三    |
| 钱 波  | 唐铁嘴   |
| 梁 天  | 宋恩子   |
| 刘 惠  | 吴祥子   |
| 孙一理 | 小唐铁嘴 |
| 罗二羊 | 小刘麻子 |
| 吕 中  | 慈禧太后 |
| 邹德江 | 大傻杨   |
| 沙 金  | 崔久峰   |
| 朱德成 | 马五爷   |
| 剧 雪  | 张秀英   |
| 谢 宁  | 二德子   |
| 岳秀清 | 王淑芬   |
| 李丹军 | 黄胖子   |
| 李 鸣  | 老 陈    |
| 孙 鹏  | 老 林    |
| 张双利 | 卫福喜   |
| 杨 蕊  | 二 绣    |